# Eisenbach (Weiße Elster)

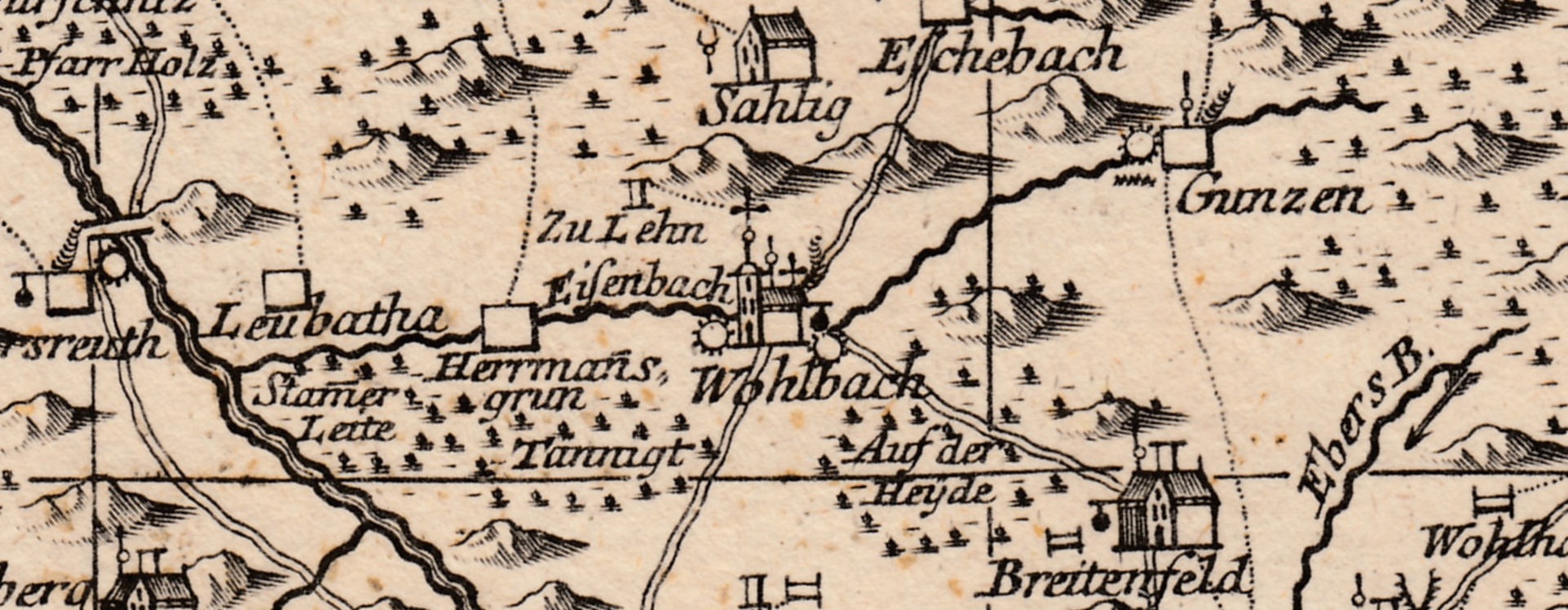
Ausschnitt von der Zürnerschen Karte mit Verlauf des Eisenbaches

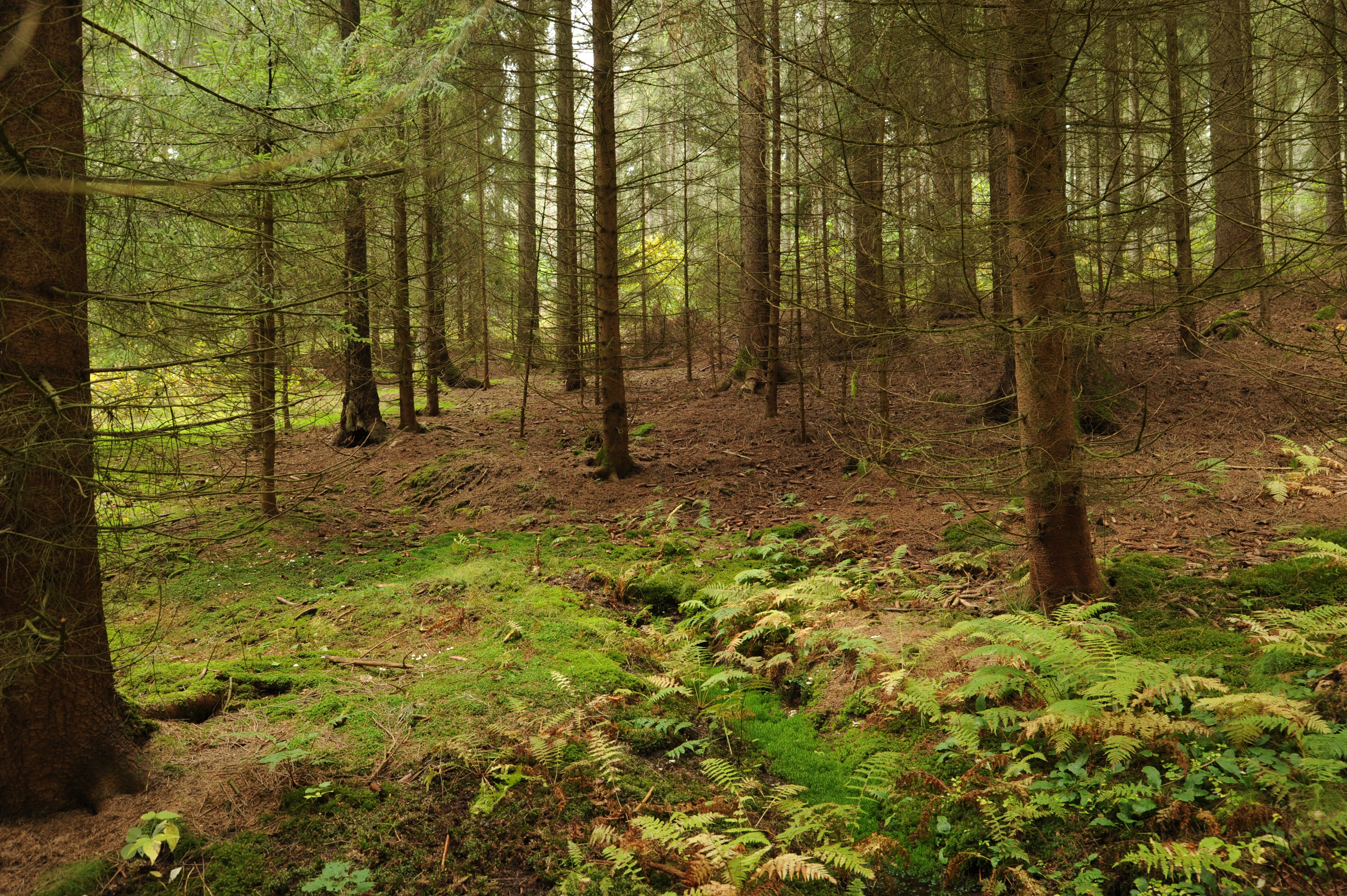
Quelle des Eisenbaches

Der Eisenbach ist ein Nebenfluss der Weißen Elster im Landschaftsraum Oberes Vogtland des Vogtlandkreises in Sachsen.
Der höchtsliegende Quellaustritt des Eisenbachs liegt nördlich von Gunzen im Forst. Ein Nebenquellarm entspringt wenige Meter südwestlich davon. Das Tal fällt hier steil abwärts und bildet dadurch einen nach Süden gerichteten, tiefen Einschnitt in die bewaldete Umgebung. Etwa ein Kilometer unterhalb seiner Quelle mündet von Osten ein Seitengewässer in den Eisenbach, das das Moor Faule Wiese entwässert. Noch vor dem Dorf Gunzen richtet sich seine Fließrichtung nach Westen. Im weiteren Verlauf durchläuft der Bach die Orte Wohlbach, Hermsgrün und Leubetha. Nachdem der Eisenbach die Bahnstrecke Plauen–Cheb unterquert hat, mündet er wenige Meter davon und südwestlich Rebersreuth als rechtsseitiger Zufluss in die Weiße Elster.
Für das Gewässer ist nach den frühesten verfügbaren urkundlichen Belegen kein Eigenname überliefert. Im Lehnbrief der Dörfer Gunzen und Wohlbach von 1418 findet sich dazu nur „ein Wasser“. Für die Zeit zwischen 1495 und 1542 gibt es mehrere Nennungen als „Fischwasser“. Erstmals mit einem Eigennamen versehen findet sich für den Bach ein Hinweis im Erbbuch des Amtes Voigtsberg, wo er als „ein pach Leubethauer genanndt“ verzeichnet ist. Die bisher älteste nachweisbare Bezeichnung mit dem heutigen Namen befindet sich auf der Zürnerschen Kupferstichkarte des „Voigtlaendischen Creisses“ aus dem Jahre 1758. Noch bis in das 19. Jahrhundert fanden die Namen „Eisenbach“ und „Leubethaer Bach“ parallele Verwendung. Der Heimatforscher Eduard Johnson fand zudem heraus, dass es zeitweise auch die Bezeichnung „Wallbach“ gab.
Im Jahre 1806 begann man in seinem Verlauf die Flussperlmuschel anzusiedeln. Der Erfolg war jedoch nicht groß, weil die Eisenbergwerke dem Unterlauf eisenhaltige Grubenwässer zuführten, die den Lebensbedingungen der Muscheln abträglich waren. Zudem spülten gelegentliche Sturzfluten die Muschelkulturen in die Weiße Elster.